# ATC kód A08
ATC kód A08 Léčiva proti obezitě včetně dietetik je hlavní terapeutická skupina anatomické skupiny A. Trávicí ústrojí a metabolismus.

## A08A Léčiva k léčbě obezity, kromě dietetik

### A08AA Centrálně působící léčiva k terapii obezity
A08AA01 Fentermin
A08AA10 Sibutramin

### A08AB Periferně působící léčiva k terapii obezity
A08AB01 Orlistat

## Poznámka
- Registrované léčivé přípravky na území České republiky.
- Informační zdroj: Státní ústav pro kontrolu léčiv, Všeobecná zdravotní pojišťovna.